# DisneyMania 6
DisneyMania 6 is het zevende deel van de uit negen delen bestaande DisneyMania-cd-serie uitgegeven door Walt Disney Records.  Het album bevat klassieke Disney-liedjes met een modern tintje.

## Liedjes
1. Mitchel Musso met Emily Osment - "If I Didn't Have You" (Monsters, Inc.) - 3:06
2. Demi Lovato - "That's How You Know" (Enchanted) - 3:13
3. The Cheetah Girls - "Some Day My Prince Will Come" (Sneeuwwitje en de zeven dwergen) - 3:27
4. Colbie Caillat - "Kiss the Girl" (The Little Mermaid) - 3:17
5. Selena Gomez - "Cruella de Vil" (One Hundred and One Dalmatians) - 3:20
6. Billy Ray Cyrus - "Real Gone" (Cars) - 3:32
7. Elliott Yamin - "Can You Feel the Love Tonight" (The Lion King) - 5:23
8. Elijah Kelley - "He Lives in You" (The Lion King II: Simba's Pride) - 4:00
9. Drew Seeley - "You'll Be in My Heart" (Tarzan) - 3:36
10. Kate Voegele - "When You Wish upon a Star" (Pinokkio) - 2:45
11. Keke Palmer - "Reflection" (Mulan) - 3:39
12. Plain White T's - "When I See an Elephant Fly" (Dumbo) - 1:54
13. Jordan Pruitt - "Ever Ever After" (Enchanted) - 3:12
14. Kaycee Stroh - "My Strongest Suit" (Aida) - 3:49
15. Nikki Blonsky - "A Dream Is a Wish Your Heart Makes" (Cinderella) - 4:01

## Singles
1. Selena Gomez - "Cruella de Vil"
2. Mitchel Musso en Emily Osment - "If I Didn't Have You"
3. Demi Lovato - "That's How You Know"
4. Colbie Caillat - "Kiss the Girl"
5. Billy Ray Cyrus - "Real Gone"

## Videoclips
1. If I Didn't Have You
2. Kiss the Girl
3. Cruella de Vil
4. Real Gone
5. That's How You Know (Live bij de Disney Channel Games 2008)

Genummerde albums: DisneyMania 1 · DisneyMania 2 · DisneyMania 3 · DisneyMania 4 · DisneyMania 5 · DisneyMania 6
Andere albums: DisneyRemixMania · Princess DisneyMania